# El Carmen Rivero Tórrez
El Carmen Rivero Tórrez ist eine Landstadt im Departamento Santa Cruz im Tiefland des südamerikanischen Anden-Staats Bolivien.

## Lage im Nahraum
El Carmen Rivero Tórrez ist der zentrale Ort des Municipios Carmen Rivero Tórrez in der Provinz Germán Busch. Die Stadt liegt auf einer Höhe von 152 m an der west-östlich verlaufenden Eisenbahnlinie, die von Santa Cruz nach Puerto Quijarro an der bolivianisch-brasilianischen Grenze führt.

## Geographie
El Carmen Rivero Tórrez liegt im bolivianischen Teil des Pantanal, einem der größten Binnenland-Feuchtgebiete der Erde. Nördlich der Stadt erhebt sich mit bis zu 346 m der Höhenrücken der Serranía del Cármen, eine südöstliche Fortsetzung der Serranía Santiago von Roboré. Südlich von El Carmen erstreckt sich das Feuchtgebiet des Pozo de Soleta, das von Nordwesten her durch den Río Otuquis gespeist wird.
Die mittlere Durchschnittstemperatur der Region liegt bei etwa 26 °C (siehe Klimadiagramm Puerto Suárez) und schwankt nur unwesentlich zwischen 22 und 23 °C im Juni und Juli und 28–29 °C von Oktober bis Februar. Der Jahresniederschlag beträgt knapp über 1000 mm, bei einer kurzen Trockenzeit im Juni und August mit Monatsniederschlägen unter 30 mm, und einer Feuchtezeit von November bis März mit jeweils über 100 mm Monatsniederschlag.

## Verkehrsnetz
El Carmen Rivero Tórrez liegt in einer Entfernung von 555 Straßenkilometern südöstlich von Santa Cruz, der Hauptstadt des Departamentos.
Die Stadt liegt an der über 1500 Kilometer langen Nationalstraße Ruta 4, die ihren Anfang in Tambo Quemado an der chilenischen Grenze nimmt, in West-Ost-Richtung das gesamte Land durchquert und über Cochabamba, Santa Cruz, Roboré und El Carmen weiter nach Puerto Suárez und Puerto Quijarro führt und über die brasilianische Grenze in die Stadt Corumbá.

## Bevölkerung
Die Einwohnerzahl der Ortschaft ist in den vergangenen beiden Jahrzehnten um etwa ein Drittel angestiegen:
| Jahr | Einwohner | Quelle       |
| ---- | --------- | ------------ |
| 1992 | 2330      | Volkszählung |
| 2001 | 2786      | Volkszählung |
| 2012 | 2910      | Volkszählung |
| 2024 |           | Volkszählung |